# Cátedra libre
Se entiende como cátedra (materia curricular) libre a aquella que está abierta para todo el que quiera participar, sea estudiante o sea trabajador. Para asistir solamente hace falta tener interés en los temas que se desarrollan y es libre porque puedes tener participación preguntando, opinando y proponiendo. Las clases están organizadas de tal forma que cada una es una unidad en sí misma, se puede entender bien sin haber asistido a las anteriores, pero por supuesto que al concurrir a un curso en su totalidad o gran parte se tiene un panorama mejor, más amplio y completo. 

## Definición
Según Souza (2008) expresa “la cátedra libre permite la investigación sobre periodos, generaciones grupos y autores de relevancia dentro de la historia de la región” (p.45).

## Importancia
En las universidades se deben abanderar los nuevos paradigmas, cambios, transformaciones en las diferentes esferas del saber, logrando así el pleno desarrollo integral del individuo a través de diferentes áreas del conocimiento. Partiendo desde este punto central surgen como respuesta las cátedras libres, las cuales se definen a nivel mundial como espacios no curriculares, cuyo objetivo es la difusión cultural de ideas y de diversas ciencias creadas. 
Además para estudiar los problemas que se presentan, resulta esencial referirse al papel que le corresponde a la educación superior en el contexto actual, su necesidad de incorporar cátedras libres, sobre diferentes tópicos, especialmente de humanidades y ciencias sociales.  
La Cátedra Libre es fundamental en una unidad académica de extensión universitaria, en su sentido bidireccional universidad-entorno.  La experiencia de reafirmar  las posibilidades institucionales de extensión por aquellas necesidades aún no cubiertas sistemáticamente por ningún currículo.   
La cátedra libre previamente programada y desarrollada según lo establecido si incide considerablemente en la solución de problemas de la sociedad, ya que esta participa en diferentes actividades académicas manteniendo intercambio con otras instituciones a través de las experiencias en las cátedras de varias asignaturas. 
Según  Martínez (2007)  la Cátedra Libre para el Estudio de la historia de las ciencias será una unidad  académica abierta, dedicada a la reflexión, discusión, investigación y difusión de los temas relacionados con la historia, su pasado con especial énfasis en el ámbito regional  y nacional. Dada la multiplicidad de disciplinas relacionadas con el tema central de esta Cátedra, la adscripción a la misma puede ser de interés para cualquier facultad y, por lo tanto, debe incluir a todas aquellas que manifiesten su deseo de participar en la misma.
Se hace necesario  implementar  esta  modalidad  por ser un espacio que facilita el desarrollo del debate vinculado al tema de interés, además amplia la diversidad   intelectual  y facilita la interacción de la sociedad. 